# Marinella di Sarzana
Marinella di Sarzana è il lembo costiero del Comune di Sarzana. Il suo territorio è delimitato dalla provincia di Massa Carrara (comune di Carrara) a sud-est, dal comune di Ameglia a nord-ovest, da quello di Luni a nord-est e dal resto del comune di Sarzana a nord (frazione di San Lazzaro).

## Geografia fisica

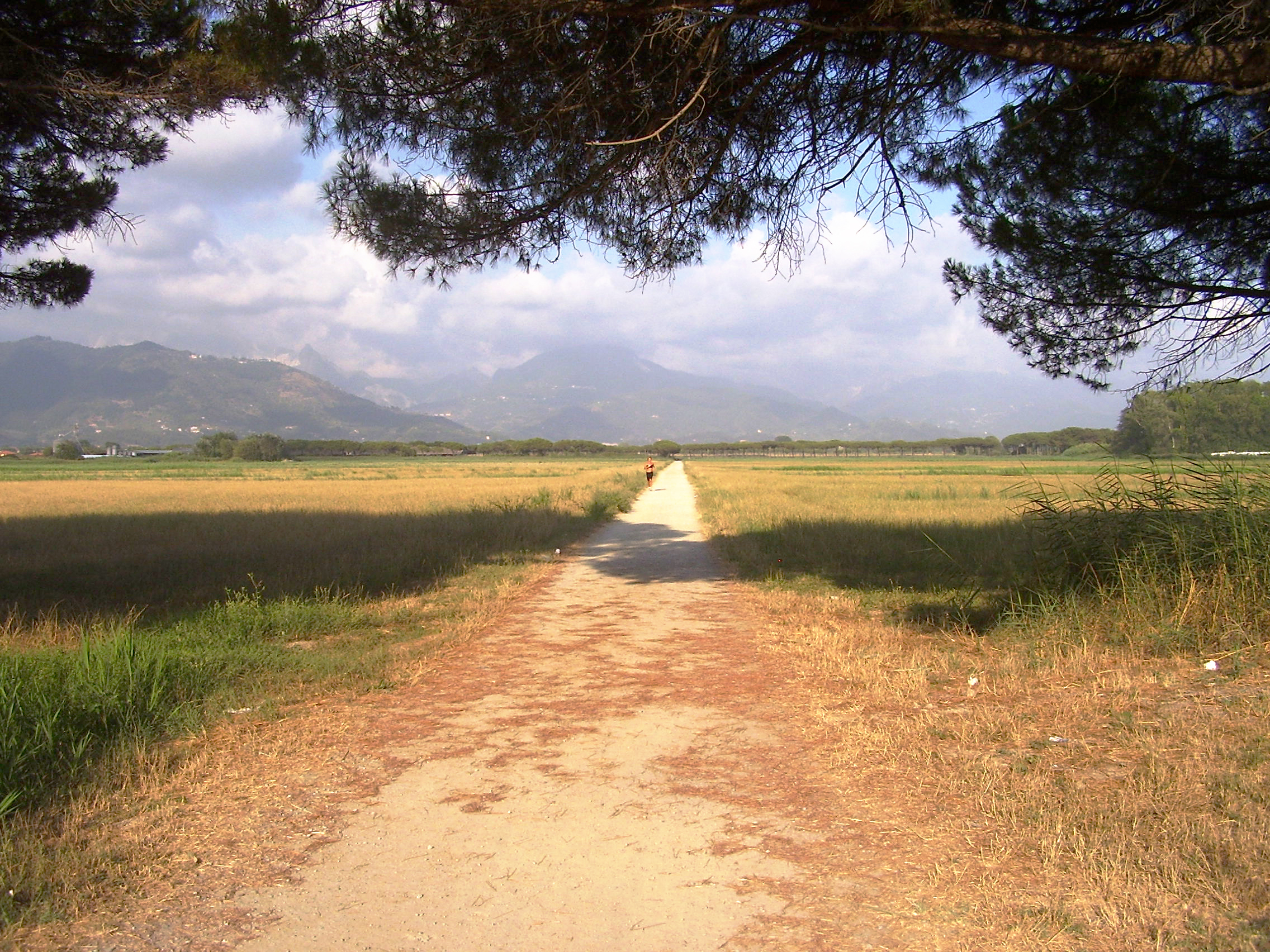
La tenuta di Marinella.

Appendice balneare della cittadina ligure di Sarzana, Marinella di Sarzana fa geograficamente parte della Riviera Apuana ed è praticamente contigua a Marina di Carrara, formando quindi un'unica conurbazione. 
La particolarità di Marinella è quella di essere caratterizzata da un litorale basso e sabbioso, totalmente diverso dalle coste rocciose tipiche della riviera ligure.

### La Tenuta di Marinella
La Tenuta di Marinella è una area agricola di alcune centinaia di ettari di dimensioni che occupa la frazione di Marinella, Bocca di Magra, Fiumaretta e parte del territorio di Ameglia. All'interno della Tenuta vi è il villaggio agroindustriale costruito tra la fine dell'Ottocento e gli inizi del Novecento.
Dagli anni Sessanta l'area fu sottoposta a vincolo paesaggistico e ambientale, con totale divieto di edificazione e di speculazione edilizia per il pregio storico del villaggio e il valore ambientale della tenuta. La destinazione d'uso era legata quindi ad attività di turismo, ma anche e soprattutto all'allevamento e alla produzione agricola.
La storia recente della Tenuta, proprietà del Monte dei Paschi fino agli anni 2000, è stata caratterizzata da forti momenti di crisi, culminati con la chiusura definitiva della fattoria di Marinella, col conseguente licenziamento dei dipendenti.

## Storia
Sull'origine del toponimo Marinella non ci sono indicazioni precise ma si presuppone che sia legato al primo nucleo abitativo sorto nel Settecento.

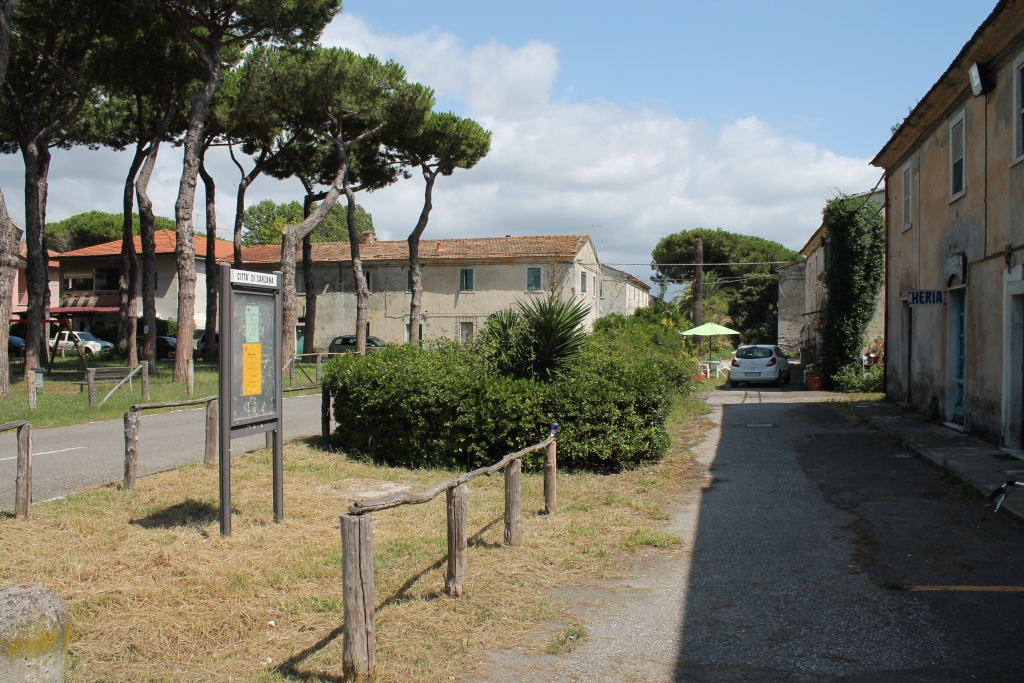
Scorcio del borgo agricolo, vincolato dalla Soprintendenza per i beni culturali

Nel corso degli anni sessanta, la frazione conobbe uno sviluppo urbano esponenziale, con la costruzione di stabilimenti balneari, alberghi e palazzi per le seconde case.

## Monumenti e luoghi d'interesse

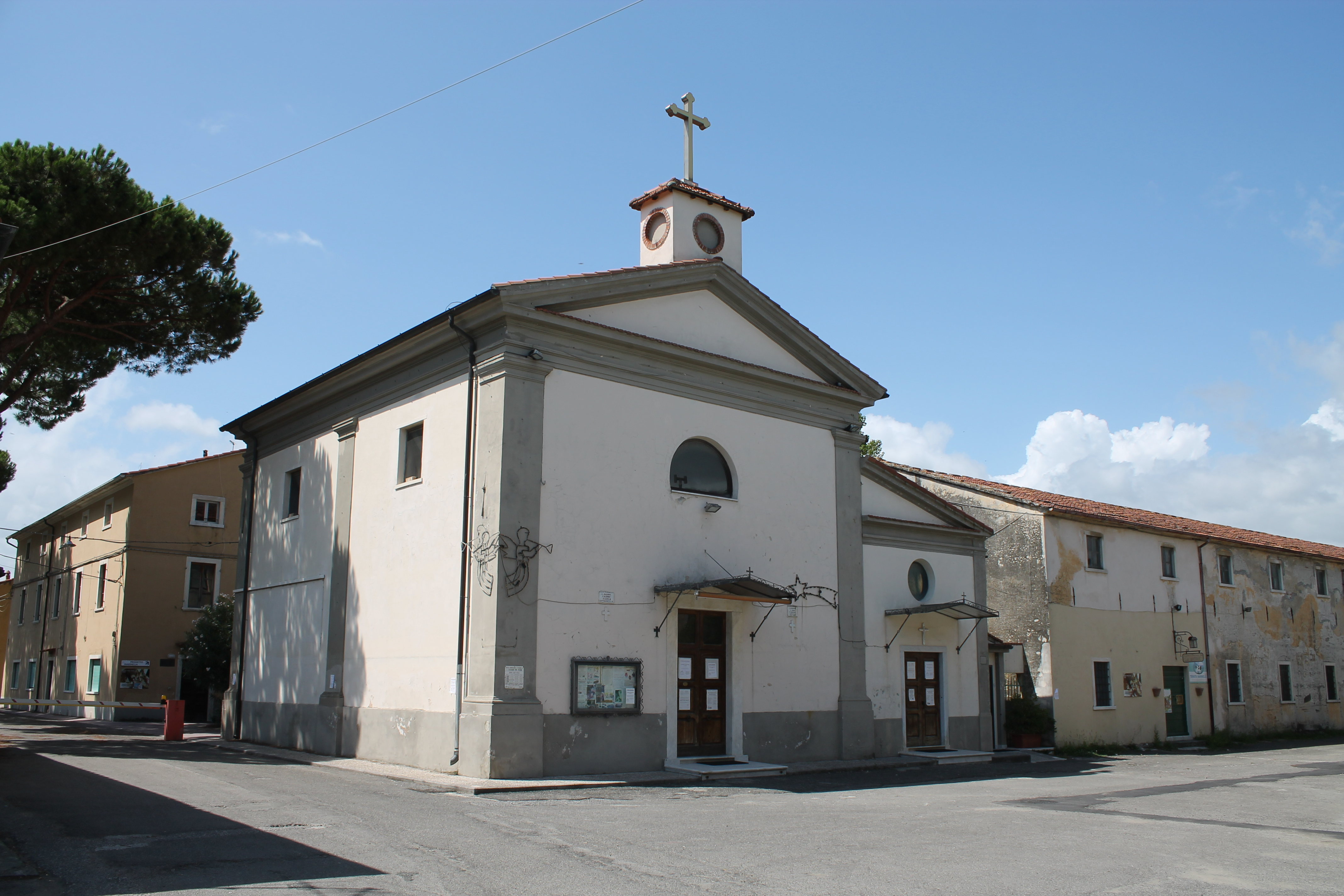
Chiesa di Sant'Eutichiano

Nel borgo agricolo si trova la chiesa parrocchiale di Sant'Eutichiano papa. Inizialmente dedicata alla Santa Croce, fu costruita tra il 1881 e il 1882, e aperta al culto il 3 maggio 1882. Nel XVII secolo, le sue reliquie furono traslate nella Cattedrale di Sarzana, secondo le disposizioni testamentarie di Filippo Casoni.
Nel 1913 Carlo Fabbricotti eresse un monumento in proprio onore, annesso alla Cappella Gentilizia di famiglia, presso il cimitero di Marinella di Sarzana.

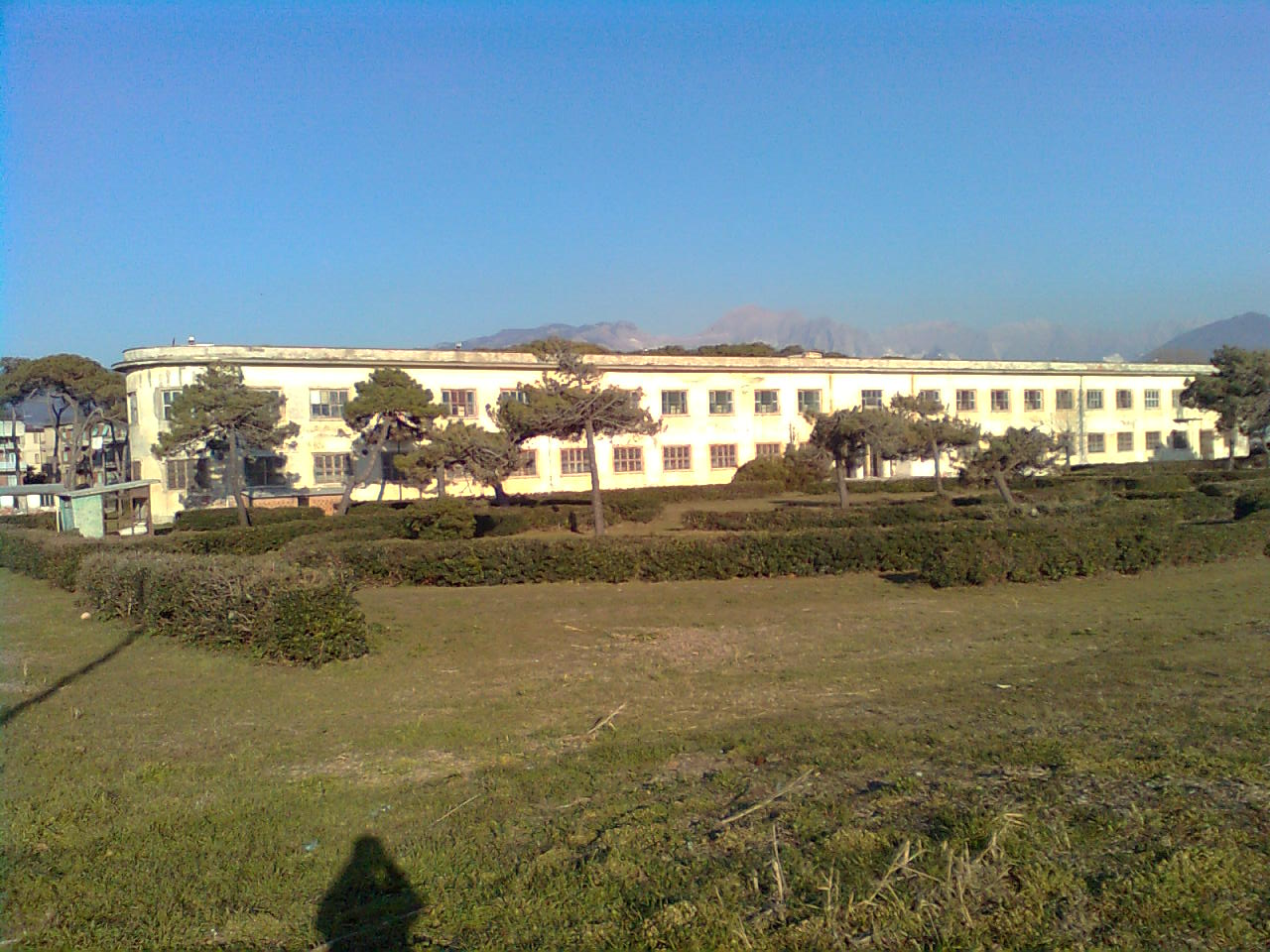
La Colonia Olivetti

Fuori dal borgo, lungo la litoranea, si trova la Colonia Olivetti, edificio in stile razionalista italiano e oggi in completo abbandono. Nel novembre 2022 è stato finalizzato il progetto di riqualificazione che prevede la realizzazione di un resort turistico in quattro anni.
Nel luglio 2023 la Regione Liguria ha approvato il progetto di rigenerazione urbana del borgo.

## Cultura e società

### Istruzione
Marinella è sede di un distaccamento dell'istituto scolastico di Sarzana (ISA 13), consistente di scuola dell'infanzia, di scuola primaria e di scuola secondaria di primo grado.

### Religione
Marinella è sede della parrocchia di Sant'Eutichiano della diocesi della Spezia-Sarzana-Brugnato, sita nel Vicariato di Sarzana e istituita negli anni Trenta del Novecento, con territorio smembrato dalla parrocchia di San Lazzaro.

## Economia

### Turismo
Grazie al suo litorale sabbioso lungo circa 3 chilometri, lungo i quali si alternano spiagge libere e concessioni demaniali, Marinella di Sarzana è una zona balneare molto frequentata da turisti provenienti dalla vicina Emilia e dalla Lunigiana, è anche nota per la vicinanza agli scavi archeologici dell'antica Luni.
Il litorale sarzanese è conosciuto, ed apprezzato, sia per la relativa facilità di accesso e per la vicinanza dai centri urbani maggiori della zona sia per essere un'ottima scelta per chi si vuole godere il mare e le spiagge con tranquillità, lontano dagli eccessi di altre rinomate località turistiche.

## Sport
Marinella ha una squadra di calcio, l'U.S. Marinella, che disputa il campionato di 2ª Categoria nel girone di La Spezia.